# Землетрус в Ірані (2012)
Землетрус в Ірані 2012 — сильний землетрус, що стався на північному заході Ірану в провінції Східний Азербайджан увечері 11 серпня 2012 року. Він розпочався наприкінці дня, коли більшість людей готувалися до вечері, що під час священного місяця Рамадан дозволено лише після заходу сонця. Спочатку землетрус магнітудою 6,2 стався в Ахар, а незабаром ще один схожий за потужністю поштовх (магнітудою 6,3) струсонув Варзакан і Харіс. Після цього відбулося ще більше десятка афтершоків, деякі з яких досягали магнітуди 4, що викликали паніку серед населення.
За даними Геологічної служби Ірану, магнітуда землетрусу, який стався о 16:53 за місцевим часом, склала 6,3. Епіцентр підземних поштовхів містився на глибині 9,8 кілометра за 32 кілометри від міста Ахар провінції Східний Азербайджан. Один із поштовхів магнітудою 6 і менше був о 17:04 за місцевим часом зафіксований в сусідньому місті Варазкан. Крім цього, підземні поштовхи також були зафіксовані в інших північних провінціях Ірану, зокрема, Західний Азербайджан, Ґілян, Зенджан і Ардебіль.
У районі Ахар землетрус повністю зруйнував чотири селища і ще понад 60 сіл отримали значні пошкодження. Влада закликала жителів у зоні лиха з метою безпеки залишатися на вулицях до ранку. У постраждалих районах порушено електропостачання та телефонний зв'язок — для оповіщення населення використовується в основному рації.
За даними іранського інформаційного агентства ІСНА, у результаті землетрусу постраждали близько 5000 осіб, загинули 300 осіб. Місцеві чиновники зазначають, що майже усі смерті зафіксовані у сільській місцевості. Ймовірно, припускають вони, це через те, що будівлі у містах міцніші. За приблизними оцінками, загальна кількість людей, що лишилися просто неба в результаті землетрусу, може скласти до 16 тисяч осіб.
Пошуками постраждалих займалися 92 бригади рятувальників загальною чисельністю 9 тисяч осіб, 15 бригад кінологів і шість вертольотів. Мешканці провінції Східний Азербайджан зі зруйнованих осель були розміщені в наметових містечках.
Влада провінції змогли впізнати тільки половину тіл загиблих. Вони пояснюють це тим, що місцеві жителі, дотримуючись мусульманським традиціям, ховають своїх загиблих до заходу сонця, не чекаючи офіційної процедури впізнання.
Влада постраждалої від землетрусу іранської провінції Східний Азербайджан оголосили дводенний траур за жертвами стихії.
Іран входить в десятку найбільш сейсмонебезпечних районів земної кулі, тут майже кожні десять років відбувається землетрус магнітудою понад 7,0. Руйнівні землетруси припали на 2003 і 1990 роки — тоді загинули 31 і 37 тисяч осіб відповідно, сотні тисяч були поранені.

## Виноски
1. ↑  Власти пострадавшей от землетрясения иранской провинции объявили траур. Архів оригіналу за 13 серпня 2012. Процитовано 13 серпня 2012.
2. ↑  Землетрус в Ірані: триває пошуково-рятувальна операція. Архів оригіналу за 13 серпня 2012. Процитовано 13 серпня 2012.